# قطعنامه ۴۴۳ شورای امنیت
قطعنامه ۴۴۳ شورای امنیت سازمان ملل متحد که در تاریخ ۱۴ دسامبر ۱۹۷۸ تصویب شد، سندی بین‌المللی دربارهٔ قبرس است. این قطعنامه طی نشست ۲٬۱۰۷ام با ۱۴ موافق، ۰ مخالف و ۰ ممتنع تصویب شد.